# Ypacaraí
Ypacaraí est une ville du Paraguay du département Central sur le lac Ypacarai.
Sur le réseau routier, elle est située entre Asuncion et Caacupé.
En 2004, le village avait une population de 30 150 habitants.

## Historique
La ville a été fondée le 13 septembre 1887 par Patricio Escobar.

## Géographie
Situé à 64,1 m au-dessus du niveau des mers, le lac Ypacaraí est populaire auprès des touristes et des habitants dans le pays enclavé du Paraguay.

## Agricultures
Les cultures agricoles notables de la région comprennent le tabac et le coton.

## Personnalités liées à la ville
- Ville de naissance du footballeur Carlos Gamarra.

## Relations internationales

### Jumelage
La ville de Fuerte Olimpo est jumelée avec:
- Santa Fe , Argentine